# Areszt Śledczy w Białymstoku

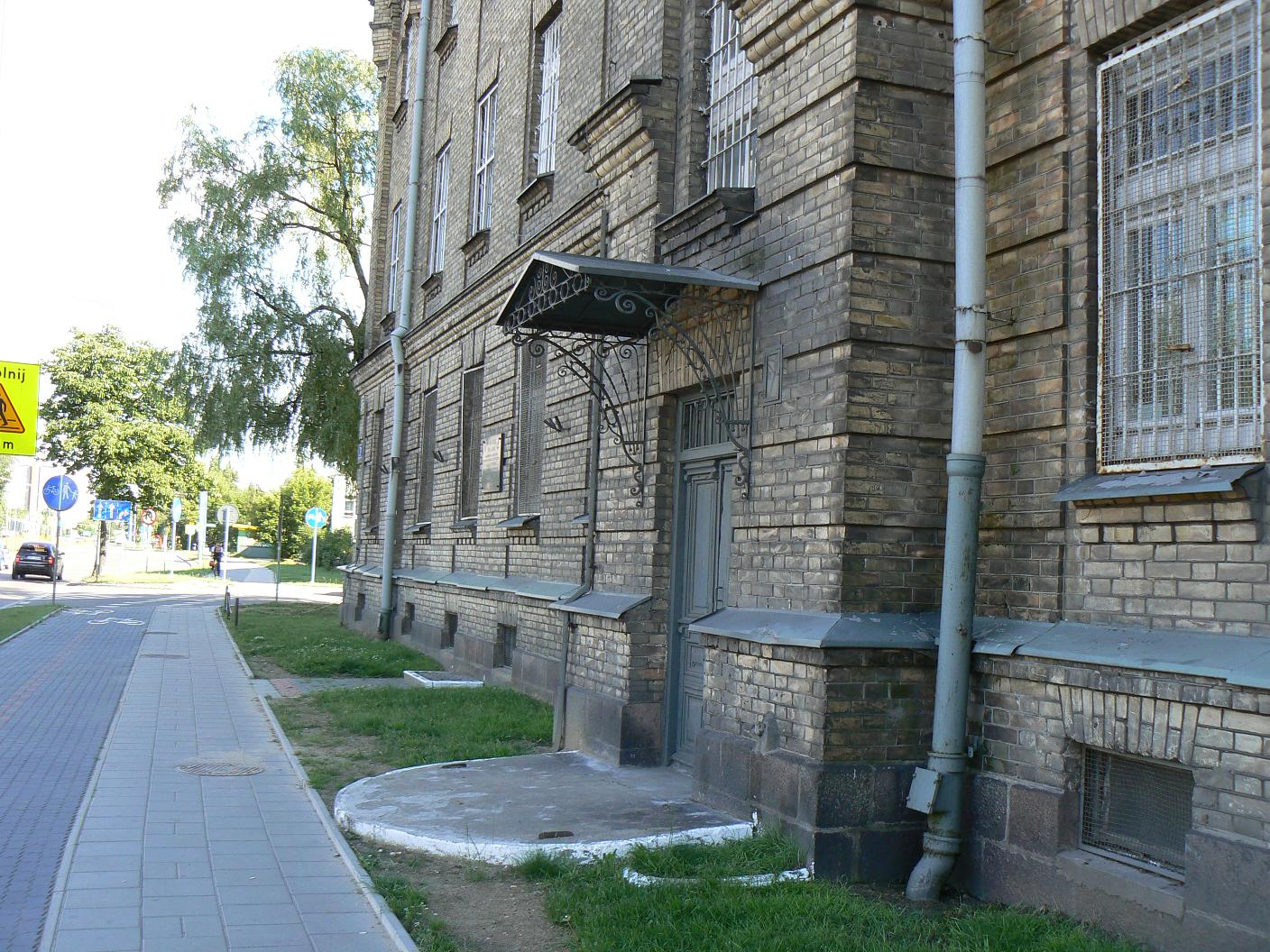
Wejście od ulicy Kopernika (obecnie nieczynne)

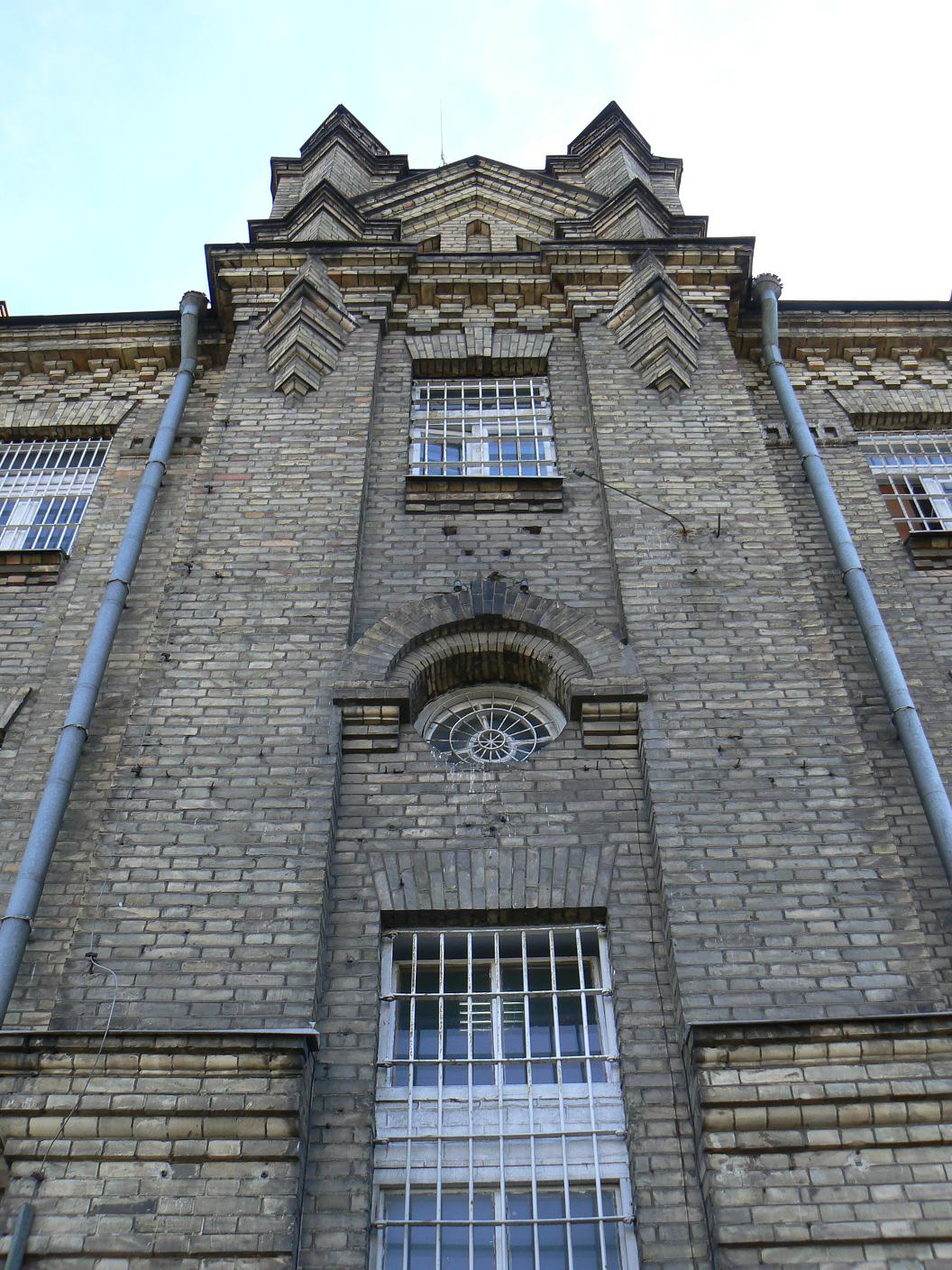
Ryzalit środkowy

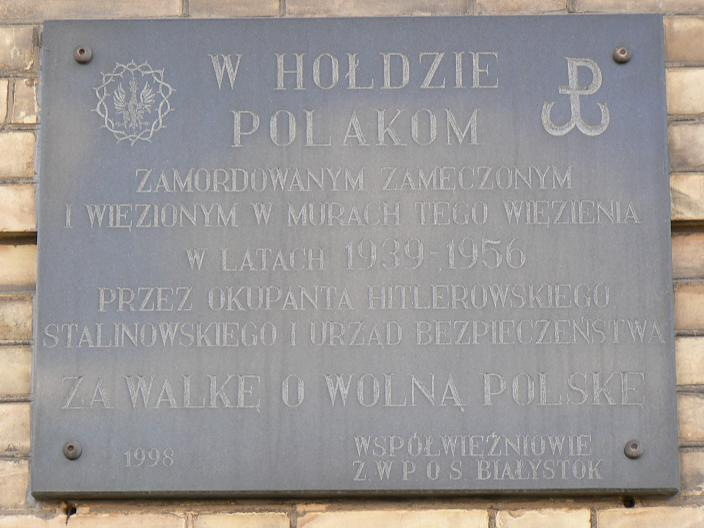
Tablica pamiątkowa od ulicy Kopernika

Areszt Śledczy w Białymstoku – znajduje się na ul. Kopernika 21 w Białymstoku. Podlega Okręgowemu Inspektoratowi Służby Więziennej.

## Przeznaczenie
- areszt śledczy dla kobiet i mężczyzn,
- zakład karny typu zamkniętego dla kobiet,
- areszt dla skazanych wymagających osadzenia w wyznaczonym oddziale lub celi aresztu śledczego lub zakładu karnego typu zamkniętego w warunkach zapewniających wzmożoną ochronę społeczeństwa i bezpieczeństwo aresztu,
- areszt dla kobiet i mężczyzn skierowanych do ośrodka diagnostycznego.

## Historia
Areszt Śledczy w Białymstoku powstał w ok. 1906 roku jako Oddział Więzienia Powiatowego, które bezpośrednio podlegało władzom Inspekcji Więziennej guberni grodzieńskiej. Ponieważ znajdował się na trasie kolejowej z Warszawy do Petersburga bardzo często był wykorzystywany jako więzienie etapowe w drodze na Syberię. W lipcu 1915 r., w związku ze zbliżającym się frontem niemieckim, Oddział Powiatowy Więzienia w Białymstoku został przeniesiony z całą administracją carską na wschód.
W latach 1915–1919 znajdował się pod zarządem wojskowych władz niemieckich. Przebywali w nim jeńcy, szpiedzy i pospolici kryminaliści.
W latach 1919–1939 więzienie znajdowało się pod zarządem władz polskich.
W latach 1939–1941 więzieniem administrowało radzieckie NKWD.
W latach 1941–1944, podczas okupacji niemieckiej, więzienie podlegało niemieckiej policji bezpieczeństwa. Przetrzymywano w nim podejrzanych o wrogą działalność wobec Rzeszy.
Od 1944 roku białostocka jednostka podlegała Resortowi Bezpieczeństwa Publicznego, który 1 stycznia 1945 został przekształcony w Ministerstwo Bezpieczeństwa Publicznego. Więzienie zapełnione było ludźmi z opozycji politycznej i oddziałów zbrojnego podziemia. W 1956 roku więzienie przeszło pod nadzór Ministerstwa Sprawiedliwości. W 1975 roku powstał Oddział Zewnętrzny w Hajnówce i nowy Zakład Karny w Białymstoku. W latach 80. areszt był modernizowany – dobudowano budynki, w których znalazły się pomieszczenia takie jak świetlica dla odwiedzających, kuchnia i pralnia, zainstalowano również centralne ogrzewanie i kanalizację.
W latach 1990–1996 pełnił rolę Rejonowego Aresztu Śledczego, podlegały mu jednostki w Hajnówce, Giżycku, Ostrołęce i Suwałkach. W 1996 roku nastąpiła ponowna reorganizacja Służby Więziennej i Areszt Śledczy w Białymstoku stał się największą samodzielną jednostką w regionie. Od lutego 2000 roku funkcjonuje tu Ośrodek Diagnostyczny, a od września 2003 roku Pawilon IV, w którym przebywają skazani i aresztowani zakwalifikowani jako wymagający osadzenia w wyznaczonym oddziale lub celi aresztu śledczego lub zakładu karnego typu zamkniętego w warunkach zapewniających wzmożoną ochronę społeczeństwa i bezpieczeństwo aresztu lub zakładu. Przebudowano również śluzę przy bramie głównej, zmodernizowano przywięzienny hotel, odnowiono posterunki zewnętrzne, stanowisko dowodzenia oraz wyremontowano pomieszczenia w budynku administracyjnym. Wybudowano nowe wejście dla interesantów i doprowadzanych osadzonych. W 2005 roku przebudowano salę widzeń, salę wokand, pokoje przesłuchań oraz widzeń osadzonych z obrońcami.
AŚ obsługuje sądy i prokuratury w Białymstoku, Wysokiem Mazowieckiem, Grajewie, Sokółce, Zambrowie, w stosunku do kobiet dodatkowo Giżycku i Ełku.

## Współpraca
Areszt Śledczy w Białymstoku współpracuje z:
- Wojewódzkim Ośrodkiem Animacji Kultury w Białymstoku – wystawy, występy teatralne,
- Muzeum Historycznym, Muzeum Wojska Polskiego, Liceum Sztuk Plastycznych w Supraślu – wystawy,
- z kościołami różnych wyznań,
- Uniwersytetem Warszawskim – Instytut Profilaktyki Społecznej i Resocjalizacji, Stowarzyszeniem „Sztuka Życia” w Warszawie,
- Niepaństwową Wyższą Szkołą Pedagogiczną,
- Zawodowym kuratorem sądowym – poradnictwo, aktywizacja osadzonych,
- Powiatowym Urzędem Pracy w Białymstoku,
- Stowarzyszeniem „Droga” – wykonywanie rękodzieła na rzecz stowarzyszenia,
- Biblioteką Słowa Mówionego w Białymstoku,
- Stowarzyszeniem Miłośników Muzyki „Musica Sacra”,
- Studencką Poradnią Prawną,
- Zakładem Doskonalenia Zawodowego w Białymstoku

## Wyniki prac ekshumacyjnych
W wyniku prac ekshumacyjnych prowadzonych przez IPN na terenie aresztu w latach 2013–2015 odkryto szczątki 391 osób, z tego 385 na terenie ogrodu na tyłach placówki i 6 w piwnicach budynku administracyjnego. Są to szkielety mężczyzn, kobiet (w tym jednej w ciąży) i dzieci. Są to ofiary zbrodni niemieckich z lat 1941–1944 oraz zbrodni reżimu komunistycznego popełnionych latach 1944–1956 na terenie aresztu (wtedy więzienia). Poszukiwania mają być kontynuowane w 2016 roku.